# عبدالصمد روحانی
عَبدُالصَّمَد روحانی (زاده ۱۹۸۲ یا ۱۹۸۳ و درگذشته به تاریخ ۷ یا ۸ ژوئن سال ۲۰۰۸ میلادی)، روزنامه‌نگار افغان و خبرنگار بخش فارسی و پشتوی بی‌بی‌سی بود.
او که از سال ۲۰۰۵ میلادی، از زادگاهش ولایت هلمند در جنوب افغانستان برای بی‌بی‌سی گزارش تهیه می‌کند، در روز شنبه ۷ ژوئن سال ۲۰۰۸ میلادی، در این ولایت ربوده شد و جسدش روز بعد، یکشنبه ۸ ژوئن، توسط پلیس در بیرون شهر لشکرگاه مرکز هلمند پیدا شد.
گزارشگران بدون مرز می‌گوید صمد روحانی ظاهراً ابتدا شکنجه شده و سپس با شلیک سه گلوله به سرش، کشته شده‌است.
بنگاه سخن پراکنی بریتانیا (بی‌بی‌سی)، پس از انتشار خبر کشته شدن صمد روحانی، با انتشار اطلاعیه‌ای، از او تقدیر کرد و او را خبرنگاری «شجاع» و «فداکار» خواند.
گروه طالبان که به طور گسترده‌ای در ولایت هلمند افغانستان فعالیت دارند، دست داشتن در قتل صمد روحانی را رد کردند. هرچند دولت افغانستان در اعلامیه‌ای گفت که نتایج تحقیقاتش، حاکی از قتل روحانی به دست طالبان است.
عبدالصمد روحانی در هنگام کشته شدن بیست و پنج ساله بود و پس از مرگ، از او یک دختر خردسال باقی‌ماند.